# Панфиль, Ванда
Ва́нда Марья́нна Па́нфиль-Гонса́лес (пол. Wanda Marianna Panfil-González; 26 января 1959, Опочно) — польская легкоатлетка, выступала за сборную Польши в беге на длинные дистанции в конце 1980-х — начале 1990-х годов. Участница двух летних Олимпийских игр, чемпионка мира, чемпионка Нагойского, Лондонского, Нью-Йоркского и Бостонского марафонов, многократная чемпионка национальных первенств. Дважды подряд признавалась лучшей спортсменкой Польши (1990, 1991).

## Биография
Ванда Панфиль родилась 26 января 1959 года в городе Опочно Лодзинского воеводства. Активно заниматься лёгкой атлетикой начала с раннего детства ещё в младших классах школы, уже в возрасте шестнадцати лет присоединилась к профессиональному клубу «Лехия» из города Томашув-Мазовецкий, где проходила подготовку под руководством тренера Кароля Влодарчика.
Первого серьёзного успеха на взрослом международном уровне добилась в 1988 году, когда попала в основной состав польской национальной сборной и благодаря череде удачных выступлений удостоилась права защищать честь страны на летних Олимпийских играх в Сеуле. На Олимпиаде финишировала в женском марафоне двадцать второй, показав время 2:34:35.
Одним из самых успешных сезонов в её спортивной карьере оказался сезон 1990 года: она одержала победу в Нагойском марафоне, Лондонском марафоне и Нью-Йоркском марафоне. Помимо этого, в беге на 10000 метров получила золото на Играх доброй воли в Сиэтле и побывала на чемпионате Европы в югославском Сплите, где заняла седьмое место. По итогам сезона признана лучшей спортсменкой Польши. Год спустя выиграла Бостонский марафон, установив здесь свой личный рекорд (2:24:18), а также представляла страну на чемпионате мира в Токио, где тоже обогнала всех своих соперниц и завоевала награду золотого достоинства. В этом сезоне вновь удостоена звания лучшей спортсменки Польши.
Будучи в числе лидеров польской легкоатлетической команды, благополучно прошла квалификацию на Олимпийские игры 1992 года в Барселоне — на сей раз пробежала марафонскую дистанцию за 2:47:27 и, как и четыре года назад, разместилась в итоговом протоколе на двадцать второй строке. Вскоре по окончании этих соревнований приняла решение завершить карьеру профессиональной спортсменки, уступив место в сборной молодым польским бегуньям.
Замужем за мексиканским бегуном на длинные дистанции Маурисио Гонсалесом, который в течение нескольких лет также был её личным тренером. Ныне вместе с мужем проживает в Мексике, работает тренером по лёгкой атлетике.